# Tropaeolum kingii
Tropaeolum kingii är en krasseväxtart som beskrevs av Rodolfo Amando Philippi. Tropaeolum kingii ingår i släktet krassar, och familjen krasseväxter. Inga underarter finns listade i Catalogue of Life.